# Bart Carpentier Alting
Albertus „Bart“ Carpentier Alting (* 12. März 1954 in Willemstad, Curaçao, Niederländische Antillen) ist ein niederländischer Rennrodler und Bobfahrer. Er nahm für die Niederländische Antillen 1988 und 1992 an den Olympischen Winterspielen teil. 

## Karriere
Er qualifizierte sich im Rodeln und gemeinsam mit Bart Drechsel im Zweierbob für die Olympischen Winterspiele 1988 in Calgary. Durch ihre Teilnahme nahmen auch die Niederländischen Antillen erstmals an Olympischen Winterspielen teil. Im Rennrodeln belegte er den 36. und damit letzten Platz, wobei zwei Starter den Wettbewerb nicht beendeten. Mit Bart Drechsel belegte er im Zweierbob-Wettbewerb den 29. Platz bei insgesamt 41 Startern. Vier Jahre später qualifizierte er gemeinsam mit seinen neuen Anschieber Dudley den Dulk im Zweierbob für die Olympischen Winterspiele 1992 in Albertville. Im Zweierbob-Wettbewerb den 37. Platz von insgesamt 46 Startern.